# Минанк (Илиноис)
Минанк (енгл. Minonk) град је у америчкој савезној држави Илиноис. По попису становништва из 2010. у њему је живело 2.078 становника.

## Демографија
Према попису становништва из 2010. у граду је живело 2.078 становника, што је 90 (4,2%) становника мање него 2000. године.
| Група             | 2000.         | 2010.         |
| Белци             | 2.135 (98,5%) | 2.042 (98,3%) |
| Афроамериканци    | 1 (0,0%)      | 6 (0,3%)      |
| Азијати           | 1 (0,0%)      | 0 (0,0%)      |
| Хиспаноамериканци | 26 (1,2%)     | 14 (0,7%)     |
| Укупно            | 2.168         | 2.078         |